# Centro Sperimentale di Cinematografia

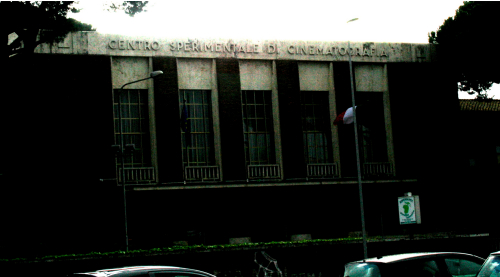
Fachada do Centro Sperimentale di Cinematografia.

O Centro Sperimentale di Cinematografia (CSC), sediado em Roma, é a mais antiga escola italiana de ensino, pesquisa e experimentação no campo da cinematografia. Atualmente é uma fundação que opera através de dois setores principais: a Scuola Nazionale di Cinema e a Cineteca Nazionale.  Além da sede central, em Roma, a fundação tem outras três sedes periféricas: o departamento do Piemonte (setor de animação), o departamento da Lombardia (setor de TV), o departamento da Sicília (setor de documentário).
Oficialmente, o CSC foi fundado em 3 de abril de 1935, embora a Scuola Nazionale di Cinema (então denominada Scuola Nazionale di Cinematografia), já estivesse em atividade na época.  Benito Mussolini e sobretudo  Galeazzo Ciano tiveram grande interesse na realização do projeto do CSC - assim como no projeto da Cinecittà. O edifício que  abriga o Centro foi construído em 1935, ao mesmo tempo que a Cinecittà, em frente aos estúdios cinematográficos na periferia romana.

## Ex-alunos

### 1935 - 1945
- Michelangelo Antonioni
- Steno
- Alida Valli
- Pasqualino De Santis
- Pietro Germi
- Dino De Laurentiis
- Luigi Zampa

### 1945 - 1968
- Marco Bellocchio
- Liliana Cavani
- Vittorio Storaro
- Monica Vitti
- Néstor Almendros
- Tomás Gutiérrez Alea
- Claudia Cardinale
- Domenico Modugno
- Io Appolloni

### A partir de 1968
- Susanna Tamaro
- Paolo Virzì
- Gaia Zucchi
- Celeste Dalla Porta